# Кустолюбка понтийская
Кустолюбка понтийская или кузнечик понтийский или кузнечик крымский (лат. Pholidoptera pustulipes) — вид насекомых из семейства настоящие кузнечики отряда прямокрылых. Крымско-кавказский эндемик, широко распространённый в горном Крыму и на западном Кавказе.

## Описание
Длина тела 24—31 мм, длина яйцеклада 21—27 мм. Длина надкрыльев самца 2,5—5 мм, самок — до 0,8 мм. Надкрылья самца одноцветные, едва заходят за задний край первого тергита. Грифельки самца значительно длиннее расстояния между ними. Яйцеклад длинный, почти прямой.

## Экономическое значение
В Крыму может вредить горным посевам табака и растений, содержащих эфирные масла. В горах Краснодарского края может вредить посевам табака и подсолнечника, а на Черноморском побережье — плантациям тунга.